# Bov Point
Der Bov Point (englisch; bulgarisch нос Бов nos Bow) ist eine Landspitze an der Ostküste der Brabant-Insel im Palmer-Archipel westlich der Antarktischen Halbinsel. Sie liegt 9,36 km südwestlich des Mitchell Point, 2,7 km westlich des Hvarchil Point von Lecointe Island, 3,35 km nordnordöstlich des Momino Point und 2,7 km ostsüdöstlich des Podem Peak, dessen Ausläufer sie ist, an der Nordseite der Einfahrt zur Kayak Bay.
Britische Wissenschaftler kartierten sie 1980 und 2008. Die bulgarische Kommission für Antarktische Geographische Namen benannte sie 2015 nach der Ortschaft Bow im Westen Bulgariens.